# Crotalaria luondeensis
Crotalaria luondeensis är en ärtväxtart som beskrevs av Rudolf Wilczek. Crotalaria luondeensis ingår i släktet sunnhampor, och familjen ärtväxter. Inga underarter finns listade i Catalogue of Life.